# Gabriel Pierné

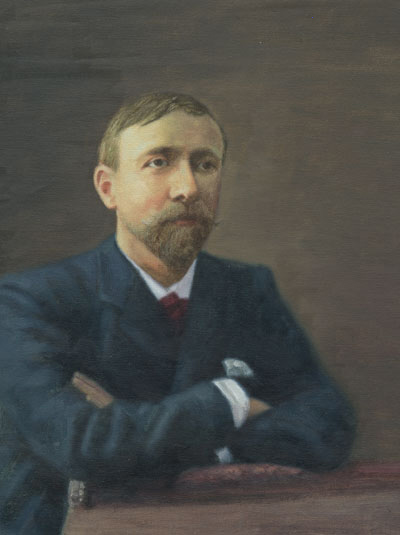
Gabriel Pierné

Henri Constant Gabriel Pierné (* 16. August 1863 in Metz; † 17. Juli 1937 in Ploujean) war ein französischer Komponist und Dirigent.

## Leben
Gabriel Pierné studierte am Pariser Konservatorium bei Antoine François Marmontel, Albert Lavignac, Émile Durand, César Franck und Jules Massenet. Er gewann 1882 den Prix de Rome mit der Kantate Edith und wirkte danach von 1890 bis 1898 als Organist an Ste-Clotilde. 1903 wurde er Stellvertreter von Édouard Colonne als Leiter der nach diesem benannten Concerts Colonne, die er von 1910 bis 1934 allein dirigierte. Als Dirigent erlangte er große Bekanntheit, die er zur Aufführung zahlreicher zeitgenössischer Werke benutzte (von Claude Debussy, Maurice Ravel, Albert Roussel, Igor Strawinsky und Darius Milhaud). 1919 dirigierte er die Uraufführung der Symphonie von Louis Vierne, und 1921 diejenige der dritten Symphonie von Georges Enescu. 1924 wurde er als Nachfolger von Théodore Dubois in die Académie des Beaux-Arts gewählt. 1936 wurde er als assoziiertes Mitglied in die Académie royale des Sciences, des Lettres et des Beaux-Arts de Belgique gewählt.
Er komponierte sechs Opern, mehrere Ballette und Pantomimen, Oratorien, Orchester- und kammermusikalische Werke sowie Stücke für Orgel, Harfe und Klavier. Stilistisch ist seine Musik der Spätromantik zuzuordnen.

## Werke (Auswahl)
- Bühnenwerke
- Vokalmusik
  - Der Kinderkreuzzug (La Croisade des Enfants). Musikalische Legende (in vier Teilen) für Soli, Chöre und Orchester nach einer Dichtung von Marcel Schwob. Deutsch von Wilhelm Weber. Klavier-Auszug mit Text. C. F. Kahnt Nachfolger, Leipzig [ca. 1906]
- Orchestermusik
- Kammermusik
  - Fantaisie-impromptu op. 4 für Violine und Klavier, 1883
  - Pièce g op. 5 für Oboe und Klavier, 1883
  - Berceuse op. 8 für Violine und Klavier, 1884
  - Impromptu-caprice für Harfe solo op. 9, 1885
  - Caprice op. 16 für Violoncello und Klavier, 1887
  - Canzonetta op. 19 für Klarinette und Klavier, 1888
  - Expansion, Romance sans paroles op. 21 für Violoncello und Klavier, 1888
  - Pastorale variée op. 30 für Flöte, Oboe, Klarinette, 2 Fagotte, Horn und Trompete, um 1893
  - Solo de concert op. 35 für Fagott und Klavier, 1898
  - Sonate D op. 36 für Violine und Klavier, 1900 (vom Komponisten auch f. Flöte und Klav. eingerichtet)
  - Klavierquintett op. 41, 1917
  - Sonate en une partie fis op. 46 für Violoncello und Klavier, 1919
  - Klaviertrio op. 45, 1922
  - Sonata da camera op. 48, für Flöte, Violoncello und Klavier, 1927
  - Prélude de concert sur un thème de Purcell für Fagott und Klavier, 1933
  - Variations libres et final op. 51 für Flöte, Violine, Viola, Violoncello und Harfe, 1934
  - Introduction et variations sur une ronde populaire für Saxophon-Quartett, 1936
  - Trois pièces en trio für Violine, Viola und Violoncello, 1938
  - Voyages au pays du tendre et du l’effroi für Flöte, Violine, Violoncello und Harfe, 1938
- Klaviermusik
  - Klavierkonzert c-Moll, op. 12
  - Impressions de Music-Hall pour Piano, op. 47, 1927
    - Girls (French Blues)
    - Little Tich
    - Le Numéro Espagnol
    - Clowns Musicaux (Les Fratellini)
- Orgelmusik
  - Fugue en sol mineur (g-Moll) op. 3
  - Trois pièces op. 29
  - Entrée dans le style classique (1896; d-Moll)